# Putna, Caraș-Severin
Putna este un sat în comuna Prigor din județul Caraș-Severin, Banat, România.

## Legături externe

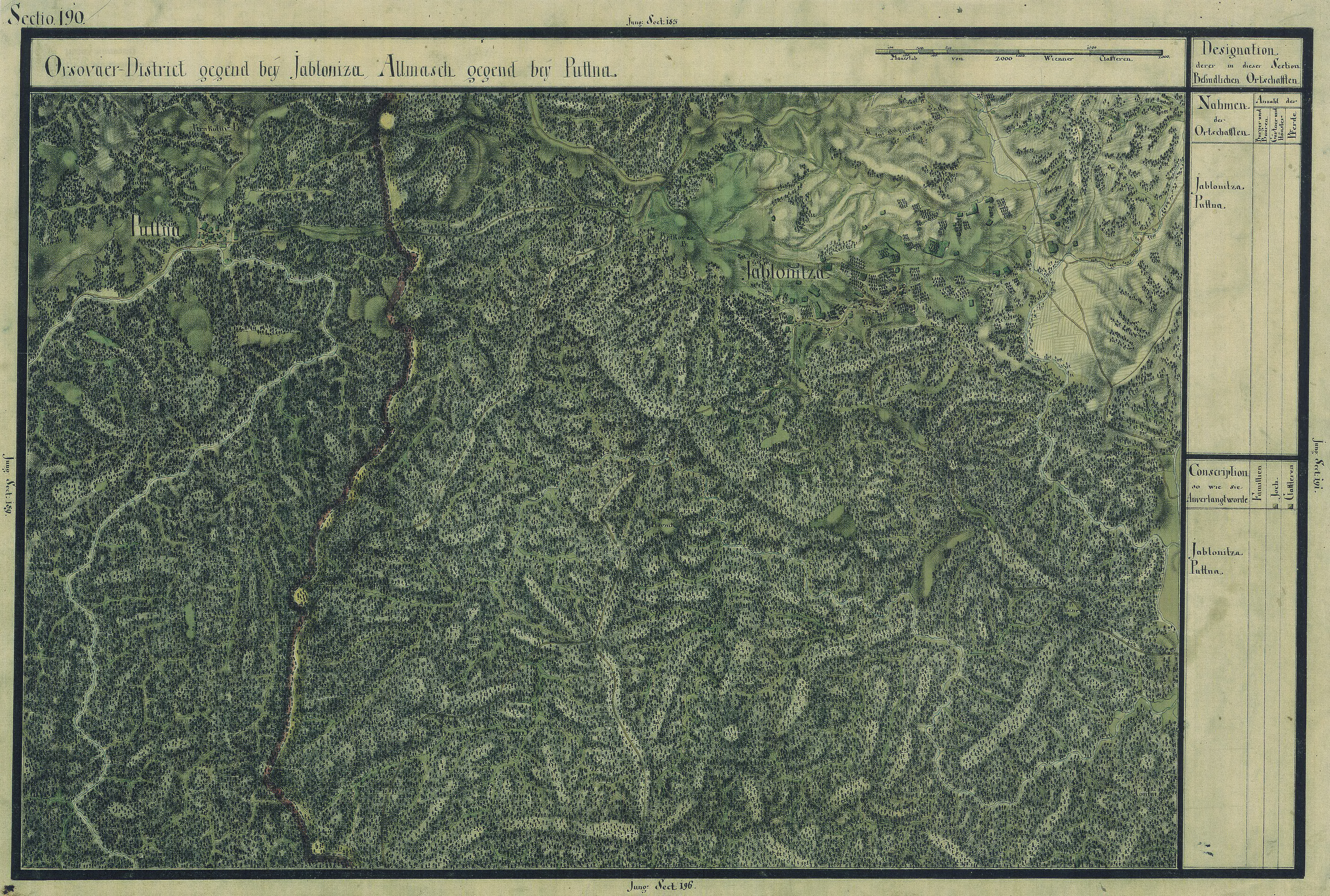
Putna în Harta Iosefină a Banatului, 1769-72